# Sommer-Universiade 1970
Die Sommer-Universiade 1970 fand vom 26. August bis 6. September 1970 in Turin statt.

## Vergabe
Ursprünglich sollte die Universiade 1969 in Lissabon stattfinden. Nachdem Portugal und auch Lissabon nach dem der Herrschaft António de Oliveira Salazars in eine politische Krise gestürzt war, gab Lissabon die Ausrichtung zurück.

## Sportarten
Es fanden 81 Medaillenentscheidungen in 9 Sportarten statt. Judo wurde wieder aus dem Programm gestrichen.
- Basketball (2)
- Fechten (8)
- Kunstturnen (4)
- Leichtathletik (33)
- Schwimmsport
  -  Schwimmen (22)
  -  Wasserball (1)
  -  Wasserspringen (4)
- Tennis (5)
- Volleyball (2)

## Medaillenspiegel
| Platz  | Mannschaft                      | Gold | Silber | Bronze | Gesamt |
| ------ | ------------------------------- | ---- | ------ | ------ | ------ |
| 1      | Sowjetunion                     | 26   | 17     | 15     | 58     |
| 2      | Vereinigte Staaten              | 22   | 18     | 14     | 54     |
| 3      | Deutsche Demokratische Republik | 8    | 3      | 4      | 15     |
| 4      | Italien                         | 4    | 4      | 7      | 15     |
| 5      | Japan                           | 3    | 7      | 5      | 15     |
| 6      | Ungarn                          | 3    | 6      | 6      | 15     |
| 7      | BR Deutschland                  | 3    | 6      | 3      | 12     |
| 8      | Großbritannien                  | 3    | 4      | 7      | 14     |
| 9      | Polen                           | 3    | 1      | 5      | 9      |
| 10     | Jugoslawien                     | 3    | 1      | 1      | 5      |
| 11     | Niederlande                     | 1    | 1      | 2      | 4      |
| 12     | Bulgarien                       | 1    | 1      | 1      | 3      |
| 12     | Österreich                      | 1    | 1      | 1      | 3      |
| 14     | Frankreich                      | 1    | –      | 4      | 5      |
| 15     | Rumänien                        | –    | 4      | 2      | 6      |
| 16     | Kuba                            | –    | 2      | 2      | 4      |
| 17     | Australien                      | –    | 1      | –      | 1      |
| 17     | Tschechoslowakei                | –    | 1      | –      | 1      |
| 17     | Griechenland                    | –    | 1      | –      | 1      |
| 17     | Schweden                        | –    | 1      | –      | 1      |
| 21     | Kanada                          | –    | –      | 1      | 1      |
| 21     | Madagaskar                      | –    | –      | 1      | 1      |
| 21     | Panama                          | –    | –      | 1      | 1      |
| 21     | Südkorea                        | –    | –      | 1      | 1      |
| Gesamt | Gesamt                          | 82   | 80     | 83     | 245    |